# Milieuwetenschappen
Milieuwetenschappen, voorheen ook wel milieukunde of milieustudie genoemd, is een interdisciplinair vakgebied waarbinnen de aarde, de effecten van de mens op de omgeving en milieuproblemen bestudeerd worden. Het vakgebied houdt zich bezig met de natuurlijke leefomgeving of milieu, waartoe ook alle biotische en abiotische factoren horen die organismes beïnvloeden. In de enge zin bestuderen de milieuwetenschappen "de impact van de mens op zowel de fysische als de fysische en biologische omgeving van een organisme". In de brede zin wordt er ook gekeken naar de maatschappelijke en culturele factoren van de omgeving.

## Geschiedenis

### Wetenschappelijk activisme

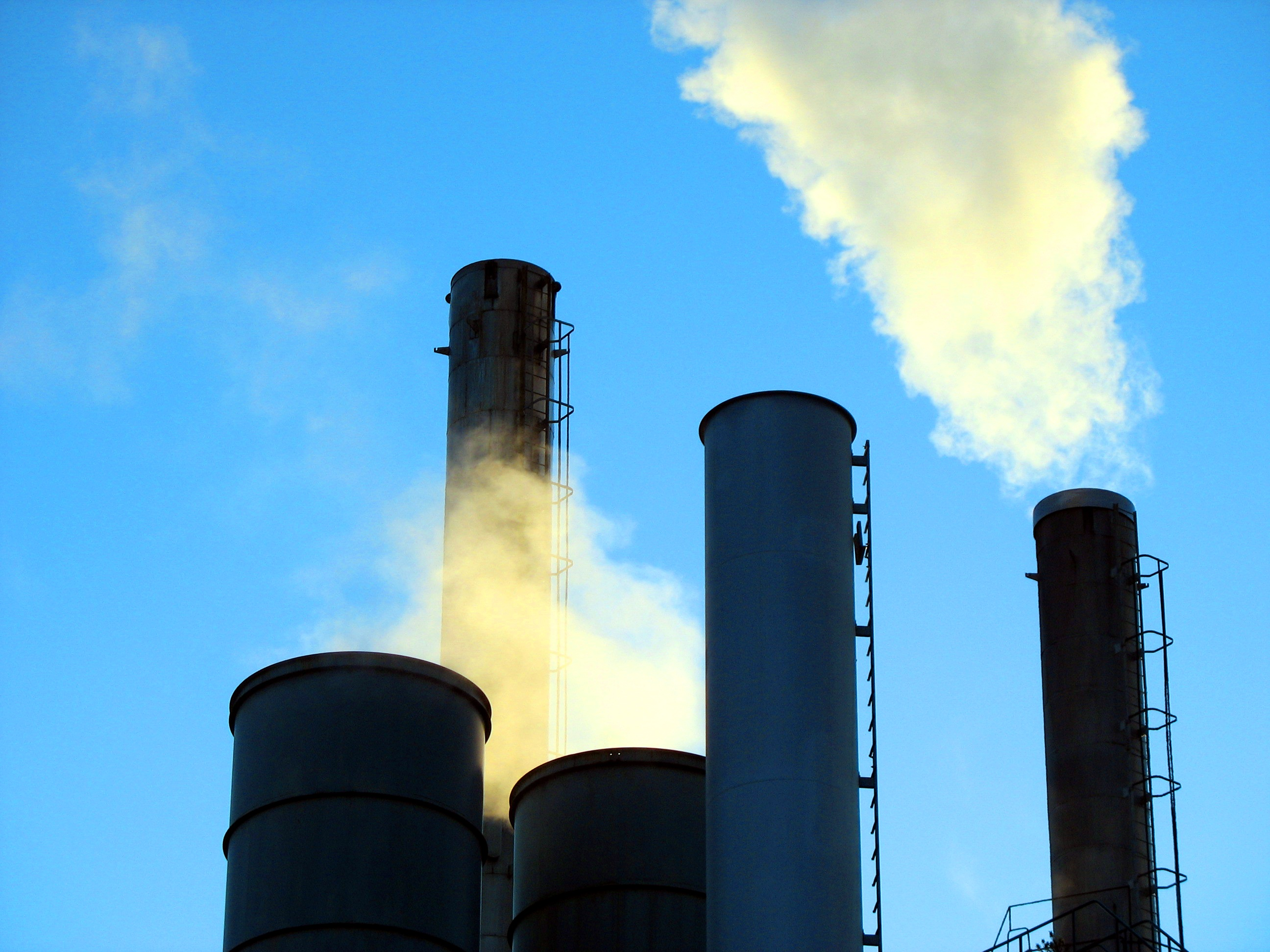
Industriële luchtverontreiniging.

In het begin van de jaren zeventig van de twintigste eeuw ontstaan onder de namen milieukunde of milieuhygiëne nieuwe onderwijsactiviteiten aan de universiteiten. Milieuproblemen staan in die periode hoog op de maatschappelijke agenda. Wetenschappers uit verschillende disciplines beginnen zich in te zetten voor een systematische en geïntegreerde studie van milieuvraagstukken. Een belangrijke motivatie voor hen is dat zij vinden dat wetenschappers moeten bijdragen aan de oplossing ervan. Het onderwijs zelf is ook vernieuwend qua vorm. In werk- en projectgroepen worden concrete milieuvraagstukken vanuit verschillende wetenschappelijke invalshoeken bestudeerd. Thema’s zijn onder meer duurzame landbouw, energiebesparing en industriële luchtverontreiniging. In deze periode wordt milieukunde tot de algemene academische vorming gerekend, als toegevoegde waarde aan disciplinaire scholing.

### Professionalisering van de Milieukunde
In de jaren tachtig van de twintigste eeuw komen er zelfstandige universitaire milieukundeopleidingen met landelijke eindtermen. Karakteristiek voor de opleidingen zijn toepassingsgerichtheid en het streven naar een combinatie van wetenschappelijke benaderingswijzen. De opleidingen streven naar interdisciplinariteit: ze streven naar een zodanige integratie van kennis en methoden uit de toeleverende disciplines, zowel natuur- als maatschappijwetenschappen, dat een nieuw zelfstandig vakgebied kan ontstaan. Nieuwe concepten zoals milieukwaliteit, milieufuncties, milieudraagkracht, en nieuwe methodieken als milieueffectrapportage, milieurisicoanalyse, levenscyclusanalyse, ketenbeheer en stofstroomanalyse worden ontwikkeld en gedoceerd. Ook worden beleidsevaluatiemethodieken gedoceerd die leiden tot de eerste evaluaties van het milieubeleid. Halverwege de jaren tachtig wordt milieukunde een erkend academisch vak, wordt het wetenschappelijk tijdschrift Milieu opgericht, een Basisboek Milieukunde geschreven en de Interuniversitaire Commissie Milieuwetenschappen (ICM) opgericht. Ook de Vereniging van Milieuprofessionals wordt in de jaren tachtig opgericht.

### Van Milieukunde naar Milieuwetenschappen

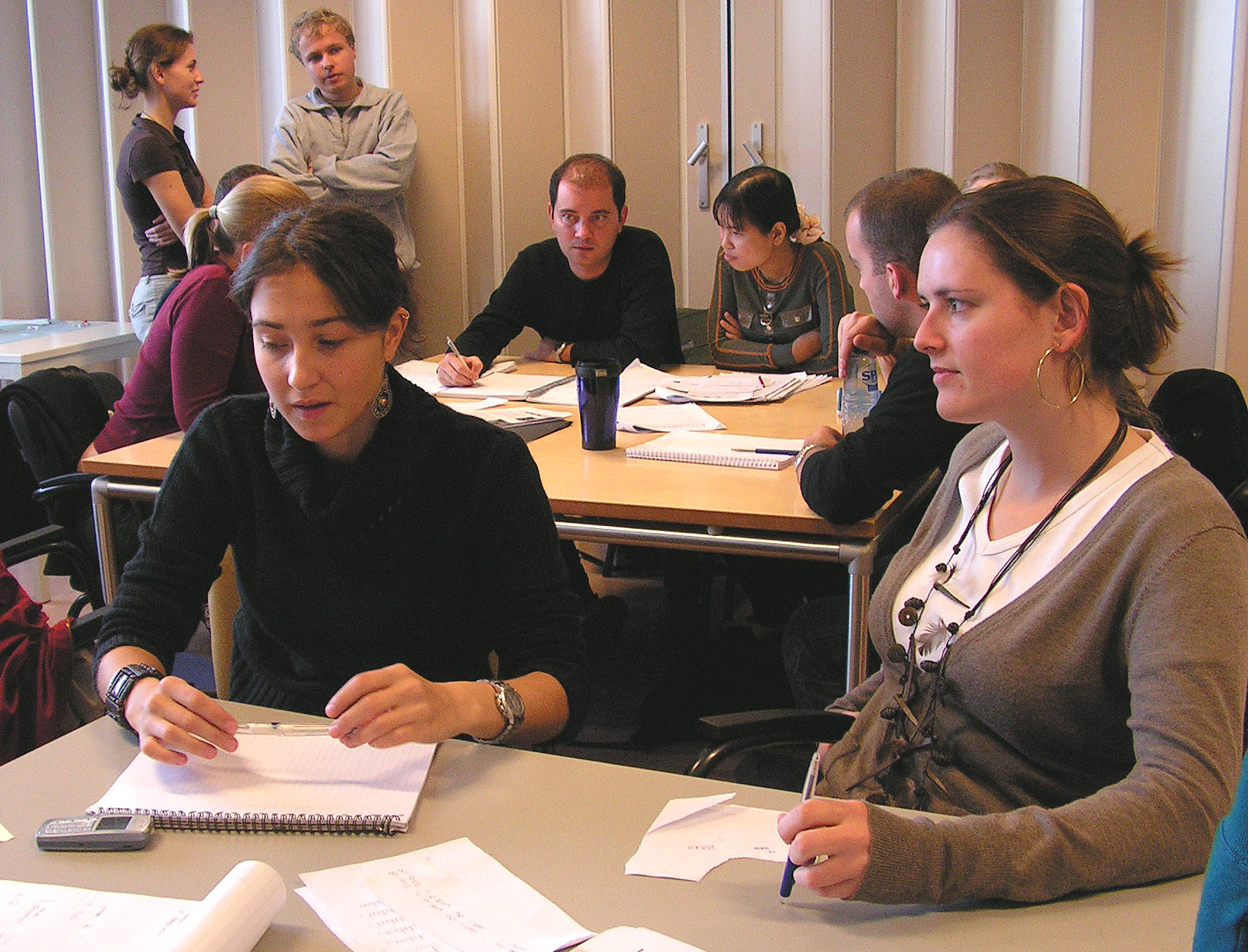
Studenten Environment and Resource Management (VU) spelen een simulatiespel over visserij.

In de jaren negentig blijken milieuproblemen dusdanig complex dat ze niet binnen één vakgebied behandeld kunnen worden. De onderzoeksinstituten wilden ook beter presteren in de wetenschap, die vooral thematisch en disciplinair is georganiseerd. De naam milieukunde wordt minder gehanteerd en maakt veelal plaats voor die van milieuwetenschappen en het streven naar interdisciplinariteit raakt op de achtergrond. Er ontstaat een scheiding tussen milieunatuurwetenschappen (Environmental Sciences) en milieumaatschappijwetenschappen (Environmental Studies). Er ontstaat een zekere verdeling tussen de universiteiten, zoals een primaire focus op milieu en energie, natuur en landschap, milieuverontreiniging en effecten, milieu en ontwikkeling, en milieubeleid en sturing. Onderwijs en onderzoek raken beter geïntegreerd.
Als gevolg van de Bolognaverklaring en de daaruit voortvloeiende invoering van de bachelor-masterstructuur kiezen de universiteiten, vooral omdat de instroom aan studenten sterk terugliep, voor een beperkt aantal bacheloropleidingen. Vele van de oudere onderwijsprogramma’s worden omgevormd tot een masteropleiding waar, onder randvoorwaarden, vanuit verschillende disciplines kan worden ingestroomd.

## Omvang vakgebieden
Milieuwetenschappen omvatten een breed vakgebied dat zich bezighoudt met enerzijds technologische (efficiëntie) verbeteringen van industriële processen en anderzijds met de natuur. Binnen de milieukunde komen diverse disciplines bijeen zoals:
- Biologie
- Chemie
- Ecologie
- Geologie
- Geografie
- Meteorologie
- Natuurkunde

## Overzicht van universitaire milieuonderzoeksinstituten
In Nederland
- CML - Centrum voor Milieuwetenschappen / Institute of Environmental Sciences of Leiden University
- Copernicus Institute for Sustainable Development and Innovation of Utrecht University
- ICIS - International Centre for Integrated assessment & Sustainable development of Maastricht University
- IVEM - Centrum voor Energie- en Milieukunde / Center for Energy and Environmental Studies of University of Groningen
- IVM - Instituut voor Milieuvraagstukken / Institute for Environmental Studies of the Free University, Amsterdam
- IWWR - Institute for Water and Wetland Research of the Radboud University, Nijmegen
- SENSE - Research School for Socio-Economic and Natural Sciences of the Environment
- WIMEK - Wageningen Institute for Environment and Climate Research of Wageningen University

In België
- IMDO - Instituut voor Milieu en Duurzame Ontwikkeling[dode link]

## Overzicht opleidingen Milieuwetenschappen aan de Nederlandse universiteiten

##### Open Universiteit
- BSc Environmental Sciences (CROHO 56988),
- MSc Environmental Sciences (CROHO 60164)

##### Radboud Universiteit Nijmegen
- MSc Environmental Sciences (CROHO 66988)
- MSc Social and Political Sciences of the Environment (CROHO 66839)

##### Rijksuniversiteit Groningen
- MSc Energy and Environmental Sciences (CROHO 60608)

##### Technische Universiteit Delft,Erasmus Universiteit Rotterdam,Universiteit Leiden
- MSc Industrial ecology (track binnen MSc Scheikunde, Universiteit Leiden, CROHO 66857)

##### Universiteit Utrecht
- BSc Milieu-natuurwetenschappen (CROHO 56988)
- BSc Milieu-maatschappijwetenschappen (CROHO 56839)
- MSc Sustainable Development (CROHO 60810)

##### Universiteit Wageningen
- BSc Environmental Sciences (CROHO 56283)
- MSc Environmental sciences (CROHO 60810)
- MSc Urban environmental management (CROHO 60110)

##### Vrije Universiteit Amsterdam
- MSc Environment and Resource Management (ERM) (CROHO 60045)

## Overzicht opleidingen Milieuwetenschappen aan de Belgische universiteiten

##### Universiteit Antwerpen
- Master in de Milieuwetenschap (Instituut voor Milieu en Duurzame Ontwikkeling-IMDO)

##### Katholieke Universiteit Leuven
- Master in de milieutechnologie en milieuwetenschappen

##### Universiteit Gent
- Master of science in de industriële wetenschappen: milieukunde

##### Universiteit Hasselt
- Centrum voor Milieukunde

CMK

## Voetnoten
1. ↑  Spellman, F. R., & Stoudt, M. L. (2013). Environmental Science: Principles and Practices (1ste editie). Scarecrow Press. pp. 6
2. 1 2 3  QANU Rapport Milieuwetenschappen 2007.
3. ↑  Boersema, J.J., J.W. Copius Peereboom en W.T de Groot (1984) Basisboek Milieukunde, Boom, Meppel, 508 pp.